# Pterodroma baraui
Pterodroma baraui е вид птица от семейство Procellariidae. Видът е застрашен от изчезване.

## Разпространение
Видът е разпространен в Индонезия и Реюнион.